# Tenis ziemny na Igrzyskach Ameryki Środkowej i Karaibów 2018
Tenis ziemny na Igrzyskach Ameryki Środkowej i Karaibów 2018 – turniej tenisowy, który był rozgrywany w dniach 27 lipca–2 sierpnia 2018 roku podczas igrzysk Ameryki Środkowej i Karaibów w Barranquilli. Zawodnicy zmagali się na obiektach Parque Distrital de Raquetas. Tenisiści rywalizowali w siedmiu konkurencjach: grze pojedynczej, podwójnej i drużynowej mężczyzn oraz kobiet, a także w mikście.

## Medaliści
Poczet medalistów zawodów tenisowych podczas Igrzysk Ameryki Środkowej i Karaibów 2018.
| Konkurencja             | Złoty medal                                                                                                 | Srebrny medal                                                               | Brązowy medal                                                                          |
| Gra pojedyncza mężczyzn | Víctor Estrella                                                                                             | Roberto Cid Subervi                                                         | Alejandro González                                                                     |
| Gra pojedyncza kobiet   | Mónica Puig                                                                                                 | Mariana Duque Mariño                                                        | Giuliana Olmos                                                                         |
| Gra podwójna mężczyzn   | Roberto Cid Subervi Víctor Estrella                                                                         | Christopher Díaz Figueroa Wilfredo González                                 | Nicolás Mejía Eduardo Struvay                                                          |
| Gra podwójna kobiet     | Fernanda Contreras Giuliana Olmos                                                                           | Mariana Duque Mariño María Camila Osorio Serrano                            | Mónica Matías Mónica Puig                                                              |
| Gra mieszana            | Eduardo Struvay María Paulina Pérez                                                                         | José Olivares Kelly Williford                                               | Alan Núñez Aguilera Andrea Renee Villarreal                                            |
| Gra drużynowa mężczyzn  | Dominikana · Roberto Cid Subervi · Víctor Estrella · Nick Hardt · José Olivares                             | Gwatemala · Christopher Díaz Figueroa · Stefan González · Wilfredo González | Kolumbia · Alejandro González · Sergio Hernández · Nicolás Mejía · Eduardo Struvay     |
| Gra drużynowa kobiet    | Kolumbia · Mariana Duque Mariño · María Fernanda Herazo · María Camila Osorio Serrano · María Paulina Pérez | Meksyk · Fernanda Contreras · Giuliana Olmos · Andrea Renee Villarreal      | Gwatemala · Melissa Morales · María Rivera · Daniela Schippers · Kirsten-Andrea Weedon |

### Tabela medalowa
Klasyfikacja medalowa zawodów tenisowych podczas Igrzysk Ameryki Środkowej i Karaibów 2018.
| Miejsce | Państwo    | Złoto | Srebro | Brąz | Razem |
| ------- | ---------- | ----- | ------ | ---- | ----- |
| 1.      | Dominikana | 3     | 2      | 0    | 5     |
| 2.      | Kolumbia   | 2     | 2      | 3    | 7     |
| 3.      | Meksyk     | 1     | 1      | 2    | 4     |
| 4.      | Portoryko  | 1     | 0      | 1    | 2     |
| 5.      | Gwatemala  | 0     | 2      | 1    | 3     |
|         | Razem      | 7     | 7      | 7    | 21    |